# Campeonato Mundial de Remo de 2004
El XXXIV Campeonato Mundial de Remo se celebró en Bañolas (España) entre el 27 de julio y el 1 de agosto de 2004 bajo la organización de la Federación Internacional de Sociedades de Remo (FISA) y la Federación Española de Remo.
Las competiciones se realizaron en el canal de remo acondicionado en el lago de Bañolas, ubicado al oeste de la ciudad catalana. Sólo se compitió en las categorías no olímpicas.

## Medallistas

### Masculino
| Evento                       | Oro | Plata | Bronce |
| ---------------------------- | --- | --- | --- |
| Dos con timonel M2+          | Mattia Trombetta · Mario Palmisano · Luigi Longobardi (t) · Italia · 6:54,46                                                                                  | Marcin Wika · Piotr Basta · Rafał Cholewiński (t) · Polonia · 6:55,63 | Gunnar Levring Morten Nielsen Jacob Neergaard (t) Dinamarca 6:56,12                                                                       |
| Cuatro con timonel M4+       | Lorenzo Carboncini · Stefano Introzzi · Edoardo Verzotti · Valerio Massimo · Alessandro Speranza (t) · Italia · 6:11,53                                       | Robert Weitemeyer · Malcolm Howard · Peter Dembicki · Andrew Ireland · Stephen Cheng (t) · Canadá · 6:11,55                                                                                        | Andrew Brennan Paul Daniels Steven Coppola Joshua Inman Marcus McElhenney (t) Estados Unidos 6:11,97                                      |
| Scull individual ligero LM1X | Peter Ording · Alemania · 7:03,04 | Stephan Steiner · Suiza · 7:03,52 | Olexandr Serdiuk · Ucrania · 7:05,93 |
| Cuatro scull ligero LM4X     | Franco Sancassani · Alessandro Lodigiani · Daniele Gilardoni · Marcello Miani · Italia · 5:58,38                                                              | Jeff Bujas · Scott Moore · Matt Jensen · Liam Parsons · Canadá · 5:58,57 | Nils Budde · Matthias Schömann-Finck · Nils Ipsen · Jens Wittwer · Alemania · 6:01,43                                                     |
| Dos sin timonel ligero LM2-  | Bo Helleberg Mads Andersen Dinamarca 6:40,29 | Nicola Moriconi · Salvatore Di Somma · Italia · 6:40,59 | Douglas Vandor · Michael Lewis · Canadá · 6:44,03                                                                                         |
| Ocho con timonel ligero LM8+ | Franck Solforosi Damien Margat Alexis Saïtta Jérémy Pouge Franck Bussière Vincent Faucheux Nicolas Planque Fabien Tilliet Nicolas Majerus (t) Francia 5:42,49 | Santino Faggioli · Luigi Scala · Bruno Pasqualini · Giuseppe Del Gaudio · Fabrizio Gabriele · Stefano De Piccoli · Livio La Padula · Emanuele Federici · Gianluca Barattolo (t) · Italia · 5:43,88 | George Roberts Sam Waley Ross Brown Kaspar Hebblewhite Thomas Gibson Tom Nicholls Tim Smith Samuel Beltz Marc Douez (t) Australia 5:46,64 |

### Femenino
| Evento                       | Oro                                                                        | Plata                                                                                                   | Bronce                                                                                             |
| ---------------------------- | -------------------------------------------------------------------------- | --- | -------------------------------------------------------------------------------------------------- |
| Cuatro sin timonel W4-       | Marjolaine Rossit Célia Foulon Audrey Galy Marie Le Nepvou Francia 6:36,28 | Valeriya Starodubrovskaya · Yuliya Inozemtseva · Natalia Melnikova · Vera Pochitayeva · Rusia · 6:38,00 | Iryna Bazyleuskaya · Natalia Lialina · Tamara Samajvalava · Hanna Najayeva · Bielorrusia · 6:38,07 |
| Scull individual ligero LW1X | Nina Gäßler · Alemania · 7:38,51                                           | Jo Hammond Reino Unido 7:40,22                                                                          | Minna Nieminen · Finlandia · 7:40,27                                                               |
| Cuatro scull ligero LW4X     | Wang Yanni Deng Yanping Tan Meiyun Zhou Weijuan China 6:36,78              | Gen Meredith · Sheryl Preston · Shona McLaren · Elizabeth Urbach · Canadá · 6:40,86                     | Maria Picone Mary Obidinski Julie Nichols Renee Hykel Estados Unidos 6:42,56                       |

## Medallero
| Núm. | País           | Oro | Plata | Bronce | Total |
| ---- | -------------- | --- | ----- | ------ | ----- |
| 1    | Italia         | 3   | 2     | 0      | 5     |
| 2    | Alemania       | 2   | 0     | 1      | 3     |
| 3    | Francia        | 2   | 0     | 0      | 2     |
| 4    | Dinamarca      | 1   | 0     | 1      | 2     |
| 5    | China          | 1   | 0     | 0      | 1     |
| 6    | Canadá         | 0   | 3     | 1      | 4     |
| 7    | Polonia        | 0   | 1     | 0      | 1     |
| 7    | Reino Unido    | 0   | 1     | 0      | 1     |
| 7    | Rusia          | 0   | 1     | 0      | 1     |
| 7    | Suiza          | 0   | 1     | 0      | 1     |
| 11   | Estados Unidos | 0   | 0     | 2      | 2     |
| 12   | Australia      | 0   | 0     | 1      | 1     |
| 12   | Bielorrusia    | 0   | 0     | 1      | 1     |
| 12   | Finlandia      | 0   | 0     | 1      | 1     |
| 12   | Ucrania        | 0   | 0     | 1      | 1     |
|      | TOTAL          | 9   | 9     | 9      | 27    |